# Брагадиру (Илфов)
Брагадиру (рум. Bragadiru) насеље је у Румунији у округу Илфов у општини Брагадиру. Oпштина се налази на надморској висини од 82 m.

## Становништво
Према подацима из 2002. године у насељу је живело 8165 становника.

### Попис2002.
| Расподела становништва по националности 2002.‍ | Расподела становништва по националности 2002.‍ | Расподела становништва по националности 2002.‍ | Расподела становништва по националности 2002.‍ | Расподела становништва по националности 2002.‍ |
| --------------------------------------------- | --------------------------------------------- | --------------------------------------------- | --------------------------------------------- | --------------------------------------------- |
|                                               |                                               |                                               |                                               |                                               |
| Румуни                                        | Румуни                                        |                                               | 8.018                                         | 98,3%                                         |
| Роми                                          | Роми                                          |                                               | 119                                           | 1,5%                                          |
| Немци                                         | Немци                                         |                                               | 6                                             | 0,1%                                          |
| други                                         | други                                         |                                               | 10                                            | 0,1%                                          |